# Gauliga Ostpreußen 1934/35
Die Gauliga Ostpreußen 1934/35 war die zweite Spielzeit der Gauliga Ostpreußen des Deutschen Fußball-Bundes. Zum ersten Mal gewann der SV Yorck Boyen Insterburg dank eines 5:1-Erfolges im Hinspiel des Gaufinales über den SV Prussia-Samland Königsberg die Meisterschaft und qualifizierte sich somit für die deutsche Fußballmeisterschaft 1934/35. Bei dieser war Insterburg in der Gruppe A chancenlos gegen den PSV Chemnitz, Hertha BSC und Vorwärts-Rasensport Gleiwitz und landete auf dem letzten Platz.
Die diesjährige Gauliga wurde erneut in zwei Gruppen im Rundenturnier ausgetragen, die beiden Gruppensieger spielten im Hin- und Rückspiel die Gaumeisterschaft aus. Da der Austragungsmodus zur kommenden Spielzeit geändert wurde, gab es in dieser Saison keinen eigentlichen Absteiger.

## Abteilung I

### Kreuztabelle
| 1934/35                          | SV Prussia-Samland Königsberg | Polizei-SV Danzig | SC Gedania Danzig | BuEV Danzig | SC Preußen Danzig | VfB Königsberg | SV Rasensport-Preußen Königsberg |
| -------------------------------- | ----------------------------- | ----------------- | ----------------- | ----------- | ----------------- | -------------- | -------------------------------- |
| SV Prussia-Samland Königsberg    |                               | 3:1               | 1:0               | 2:1         | 1:0               | 4:2            | 3:0                              |
| Polizei-SV Danzig                | 1:4                           |                   | 2:1               | 5:4         | 4:2               | 7:1            | 7:1                              |
| SC Gedania Danzig                | 4:0                           | 2:2               |                   | 2:2         | 2:1               | 2:0            | 3:3                              |
| BuEV Danzig                      | 0:0                           | 2:4               | 2:2               |             | 1:0               | 2:2            | 2:0                              |
| SC Preußen Danzig                | 2:0                           | 7:2               | 1:4               | 0:0         |                   | 3:1            | 6:3                              |
| VfB Königsberg                   | 4:5                           | 6:3               | 4:2               | 0:4         | 5:0               |                | 1:1                              |
| SV Rasensport-Preußen Königsberg | 1:3                           | 2:4               | 2:4               | 1:4         | 4:2               | 1:1            |                                  |

### Abschlusstabelle
| Pl. | Verein                           | Sp. | S | U | N | Tore    | Quote | Punkte |
| --- | -------------------------------- | --- | - | - | - | ------- | ----- | ------ |
| 1.  | SV Prussia-Samland Königsberg    | 12  | 9 | 1 | 2 | 026:160 | 1,63  | 19:50  |
| 2.  | Polizei-SV Danzig (N)            | 12  | 7 | 1 | 4 | 042:350 | 1,20  | 15:90  |
| 3.  | SC Gedania Danzig                | 12  | 5 | 4 | 3 | 028:200 | 1,40  | 14:10  |
| 4.  | BuEV Danzig                      | 12  | 4 | 5 | 3 | 024:180 | 1,33  | 13:11  |
| 5.  | SC Preußen Danzig (M)            | 12  | 4 | 1 | 7 | 024:270 | 0,89  | 09:15  |
| 6.  | VfB Königsberg                   | 12  | 3 | 3 | 6 | 027:340 | 0,79  | 09:15  |
| 7.  | SV Rasensport-Preußen Königsberg | 12  | 1 | 3 | 8 | 019:400 | 0,48  | 05:19  |

| (M) | Titelverteidiger                  |
| (N) | Aufsteiger aus den Bezirksklassen |

## Abteilung II

### Kreuztabelle
| 1934/35                    | MSV Yorck Boyen Insterburg | MSV Hindenburg Allenstein | SVgg Masovia Lyck | Rastenburger SV | SV Insterburg | Tilsiter SC | SV Viktoria Allenstein |
| -------------------------- | -------------------------- | ------------------------- | ----------------- | --------------- | ------------- | ----------- | ---------------------- |
| MSV Yorck Boyen Insterburg |                            | 3:2                       | 2:1               | 5:0             | 4:4           | 6:0         | 3:0                    |
| MSV Hindenburg Allenstein  | 1:4                        |                           | 9:1               | 8:4             | 7:1           | 9:2         | 7:1                    |
| SVgg Masovia Lyck          | 3:3                        | 3:2                       |                   | 3:2             | 6:1           | 3:2         | 6:1                    |
| Rastenburger SV            | 3:6                        | 0:4                       | 2:0               |                 | 2:2           | 3:1         | 0:0                    |
| SV Insterburg              | 3:3                        | 0:7                       | 1:1               | 1:1             |               | 2:0         | 5:2                    |
| Tilsiter SC                | 0:7                        | 1:2                       | 4:3               | 3:2             | 6:1           |             | 6:6                    |
| SV Viktoria Allenstein     | 2:8                        | 2:8                       | 3:6               | 1:4             | 6:2           | 5:3         |                        |

### Abschlusstabelle
| Pl. | Verein                     | Sp. | S | U | N | Tore    | Quote | Punkte |
| --- | -------------------------- | --- | - | - | - | ------- | ----- | ------ |
| 1.  | MSV Yorck Boyen Insterburg | 12  | 9 | 3 | 0 | 054:190 | 2,84  | 21:30  |
| 2.  | MSV Hindenburg Allenstein  | 12  | 9 | 0 | 3 | 066:220 | 3,00  | 18:60  |
| 3.  | SVgg Masovia Lyck          | 12  | 6 | 2 | 4 | 036:320 | 1,13  | 14:10  |
| 4.  | Rastenburger SV 08         | 12  | 3 | 3 | 6 | 023:340 | 0,68  | 09:15  |
| 5.  | SV Insterburg (N)          | 12  | 2 | 5 | 5 | 023:450 | 0,51  | 09:15  |
| 6.  | Tilsiter SC                | 12  | 3 | 1 | 8 | 028:490 | 0,57  | 07:17  |
| 7.  | SV Viktoria Allenstein     | 12  | 2 | 2 | 8 | 029:580 | 0,50  | 06:18  |

| (N) | Aufsteiger aus den Bezirksklassen |

## Finalspiele Gaumeisterschaft

### Hinspiel
| MSV Yorck Boyen Insterburg                 | MSV Yorck Boyen Insterburg | SV Prussia-Samland Königsberg | SV Prussia-Samland Königsberg |
| ------------------------------------------ | --- | --- | ----------------------------- |
| MSV Yorck Boyen Insterburg                 | \| 3. März 1935 in Insterburg (Winterstadion) \| \| Ergebnis: 5:1 (1:1) \| \| Zuschauer: 2.500 \| \| Schiedsrichter: Praetzel (Elbing) \|                                 | \| 3. März 1935 in Insterburg (Winterstadion) \| \| Ergebnis: 5:1 (1:1) \| \| Zuschauer: 2.500 \| \| Schiedsrichter: Praetzel (Elbing) \| | SV Prussia-Samland Königsberg |
| MSV Yorck Boyen Insterburg                 | Wilhelm Turkowski – Kurt Acthun, Albert Matteit – Bruno Haase, Gustav Klemens, Bernhard Furche – Kurt Tittnack, Hans Blume, Franz Reinhardt, Otto Pawlowitz, August Münch | Bluhm – Franz Milz, Walter Schulz – Rapetzky, Fritz Ruchay, Willi Kurpat – Helmut Riemann, Stattaus, Hans Morr, Paul Bläsner, Hindel      | SV Prussia-Samland Königsberg |
| MSV Yorck Boyen Insterburg                 | 1:0 Blume (16.) 2:1 Pawlowitz (47.) 3:1 Pawlowitz (56.) 4:1 Aktuhn (63.) 5:1 Reinhardt (88.)                                                                              | 1:1 Morr (20.) | SV Prussia-Samland Königsberg |
| 3. März 1935 in Insterburg (Winterstadion) | | |                               |
| Ergebnis: 5:1 (1:1)                        | | |                               |
| Zuschauer: 2.500                           | | |                               |
| Schiedsrichter: Praetzel (Elbing)          | | |                               |

### Rückspiel
| SV Prussia-Samland Königsberg                           | SV Prussia-Samland Königsberg | MSV Yorck Boyen Insterburg | MSV Yorck Boyen Insterburg |
| ------------------------------------------------------- | --- | --- | -------------------------- |
| SV Prussia-Samland Königsberg                           | \| 10. März 1935 in Königsberg (Platz von Prussia-Samland) \| \| Ergebnis: 2:1 (0:1) \| \| Zuschauer: 4.000 \| \| Schiedsrichter: Huhn (Allenstein) \| | \| 10. März 1935 in Königsberg (Platz von Prussia-Samland) \| \| Ergebnis: 2:1 (0:1) \| \| Zuschauer: 4.000 \| \| Schiedsrichter: Huhn (Allenstein) \|                    | MSV Yorck Boyen Insterburg |
| SV Prussia-Samland Königsberg                           | Bluhm – Franz Milz, Walter Schulz – Rapetzky, Fritz Ruchay, Willi Kurpat – Helmut Riemann, Stattaus, Hans Morr, Paul Bläsner, Hindel                   | Wilhelm Turkowski – Kurt Acthun, Albert Matteit – Bruno Haase, Gustav Klemens, Bernhard Furche – Kurt Tittnack, Hans Blume, Franz Reinhardt, Otto Pawlowitz, August Münch | MSV Yorck Boyen Insterburg |
| SV Prussia-Samland Königsberg                           | 1:1 Rapetzki (60.) 2:1 Morr (??., FE) | 0:1 Reinhardt (3., HE) | MSV Yorck Boyen Insterburg |
| 10. März 1935 in Königsberg (Platz von Prussia-Samland) | | |                            |
| Ergebnis: 2:1 (0:1)                                     | | |                            |
| Zuschauer: 4.000                                        | | |                            |
| Schiedsrichter: Huhn (Allenstein)                       | | |                            |